# Шатров Ігор Володимирович
Шатров Ігор Володимирович (20 лютого 1918, Київ — 25 липня 1991, Москва) — радянський, російський кінооператор, кінорежисер, сценарист. Заслужений діяч мистецтв РРФСР (1967). Лауреат Державної премії РРФСР імені братів Васильєвих (1973). Лауреат Премії Ленінського комсомолу (1978).

## Біографія
Закінчив операторський факультет Всесоюзного державного інституту кінематографії (1947, майстерня А. Д. Головні).
Оператор, потім — режисер кіностудії імені Горького, ТО «Екран». 
З 1965 року — педагог ВДІКу, з 1971 року — доцент кафедри операторської майстерності. 
Похований в Москві на Ваганьковському кладовищі.

## Фільмографія
Оператор-постановник:
- «Випадок в тайзі» (1953, у співавт.)
- «Море студене» (1954)
- «Вони були першими» (1956)
- «Катерина Вороніна» (1957)
- «Добровольці» (1958)
- «Нові пригоди Кота в чоботях» (1958)
- «Проста історія» (1960)
- «Відрядження» (1962)
- «Синій зошит» (1963)
- «Якщо ти маєш рацію...» (1963, у співавт.)
- «Яке воно, море?» (1964) та ін.

Режисер-постановник:
- «Вершник над містом»
- «Хвилина мовчання» (1971)
- «Чоловіча розмова» (Срібна медаль ім. О. Довженка, 1972, Державна премія РОФСР, 1973)
- «Закриття сезону» (1974, співавтор сценар.)
- «І це все про нього» (1977. Премія Ленінського комсомолу, 1978)
- «Хабар. З блокнота журналіста В. Цвєткова» (1983)
- «Ляпас, якого не було» (1987)